# Žák (Klánovice)

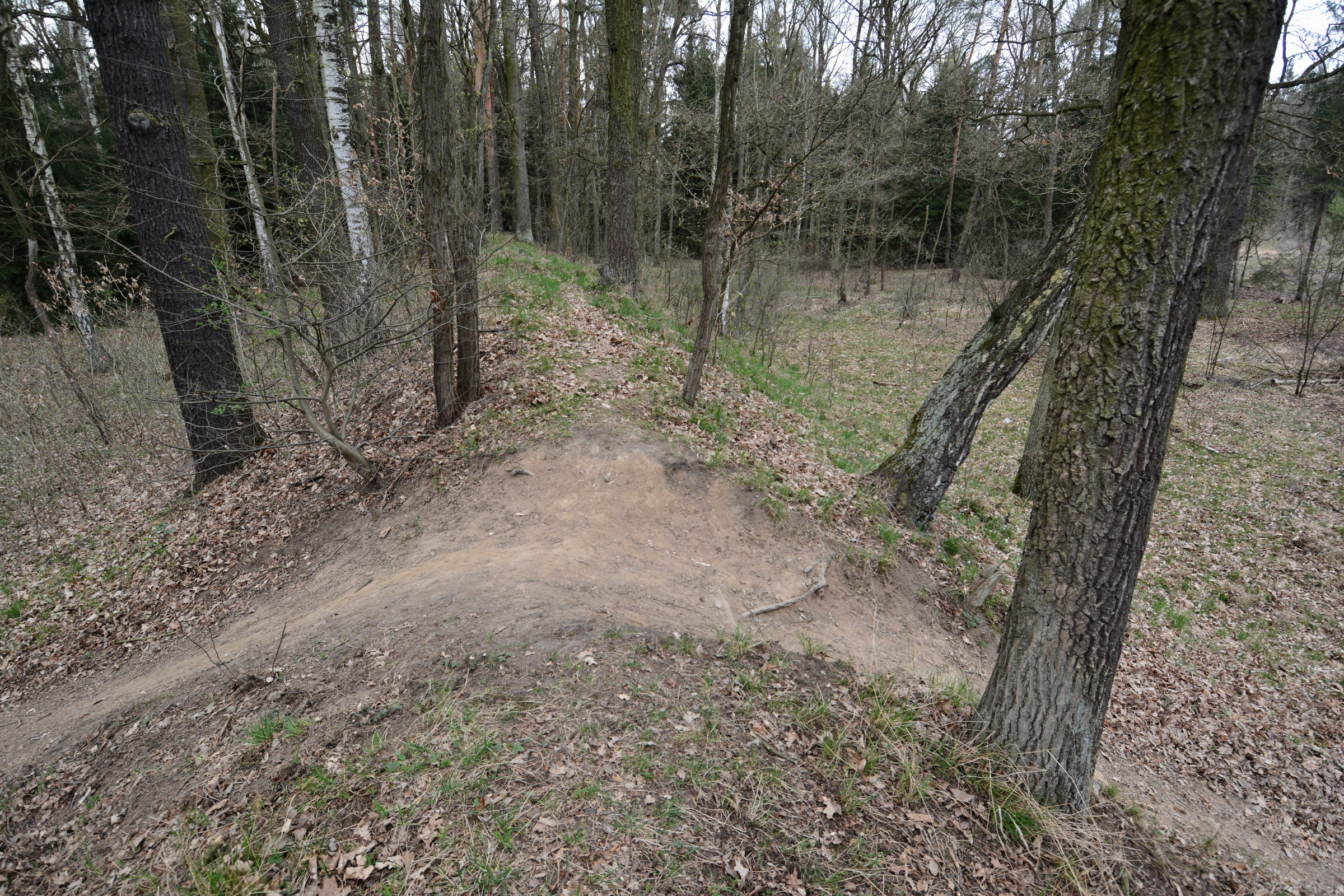
Pozůstatky hráze zaniklého rybníka Žák

Žák může mít v oblasti klánovického lesa dva významy:
- Zaniklý rybník Žák, ze kterého jsou dosud patrné zbytky hráze.
- Dřívější nesprávné označení pro zaniklou ves Hol, kdy na obec bylo přeneseno jméno nedalekého rybníka.[1]